# Cầu dẫn nước Águas Livres

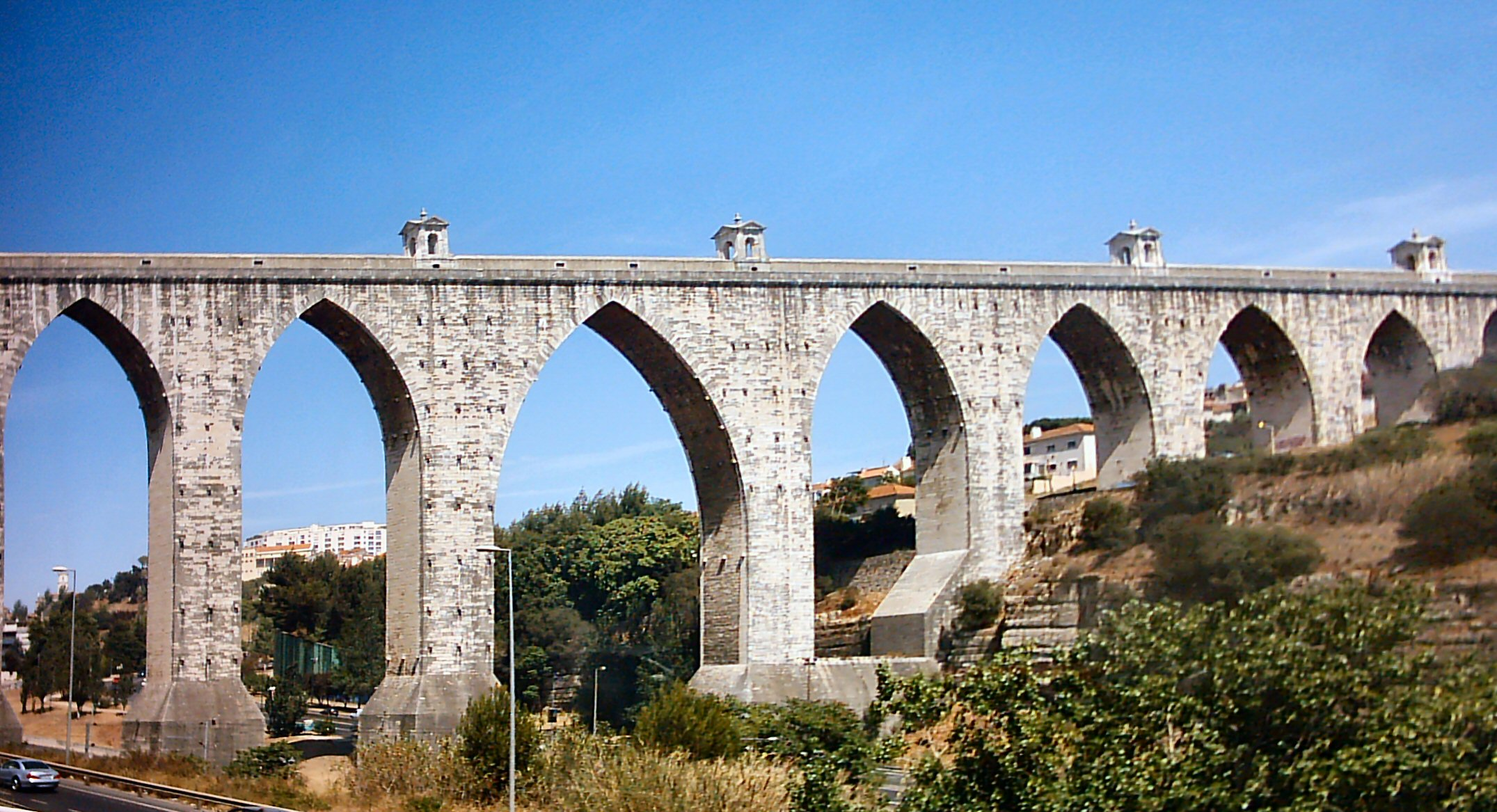
Cổng vòm (cao 65 m) trên thung lũng Alcantara. Lưu ý hình dạng nhọn của vòm.

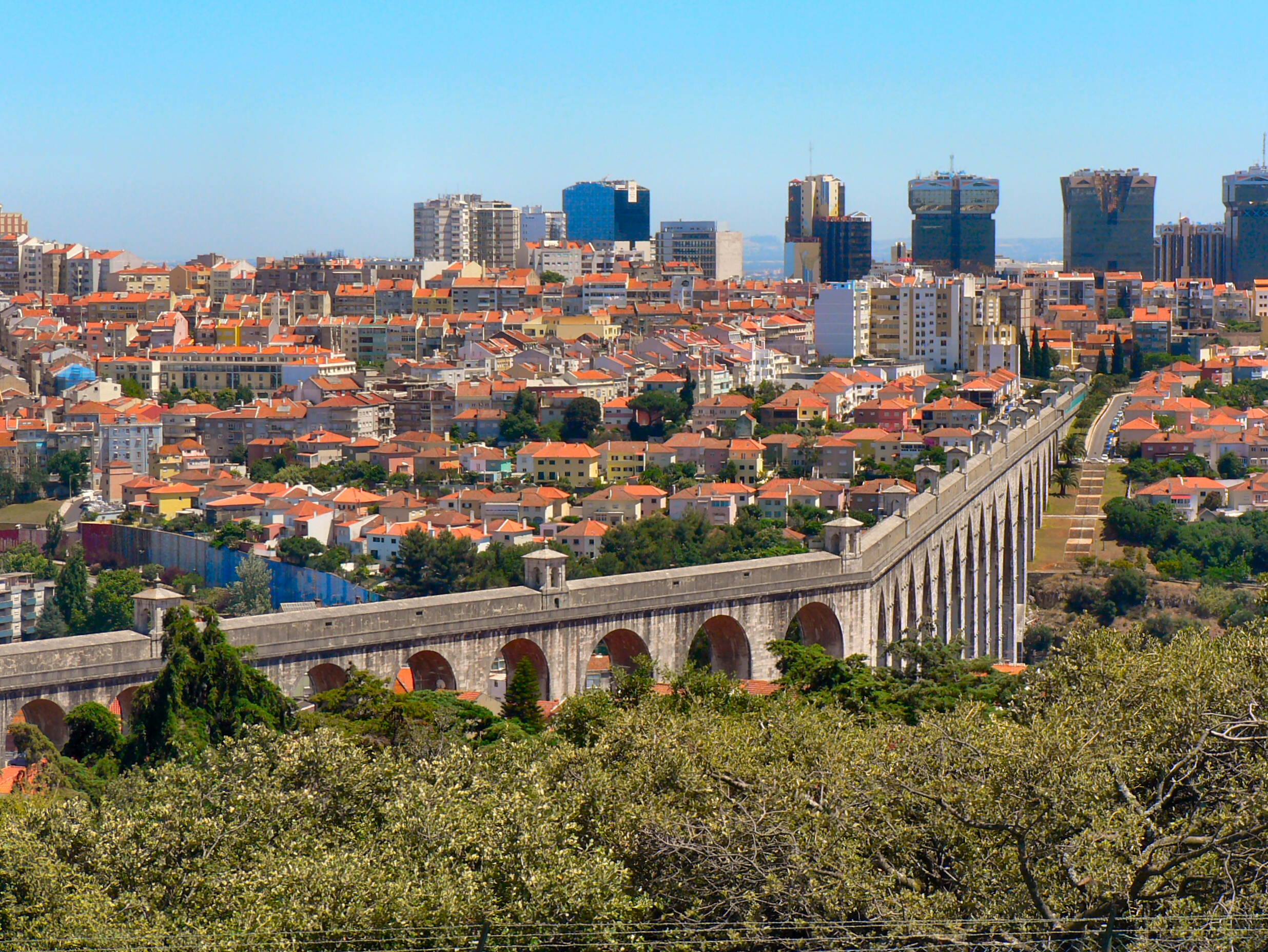
Cầu dẫn nước nhìn từ phía tây

Cầu dẫn nước Águas Livres (tiếng Bồ Đào Nha: Aqueduto das Águas Livres, nghĩa là "Cầu dẫn nước tự do") là một cầu dẫn nước lịch sử ở thành phố Lisbon, Bồ Đào Nha. Đây là một trong những ví dụ nổi bật nhất của kỹ thuật Bồ Đào Nha thế kỷ 18. Tuyến chính của ống dẫn nước bao gồm 18 km, nhưng toàn bộ mạng lưới các kênh rạch kéo dài gần 58 km.
Thành phố Lisboa luôn bị thiếu nước uống, và vua Joan V đã quyết định xây dựng một đường ống dẫn nước từ các nguồn tại giáo xứ Caneças, trong đô thị Odivelas hiện đại. Dự án đã được trả bằng một khoản thuế doanh thu đặc biệt đối với thịt bò, dầu ôliu, rượu vang và các sản phẩm khác.

## Lịch sử
Việc xây dựng bắt đầu vào năm 1731 dưới sự chỉ đạo của kiến trúc sư Ý Antonio Canevari, được thay thế bởi một nhóm kiến trúc sư và kỹ sư người Bồ Đào Nha vào năm 1732, bao gồm Manuel da Maia, Azevedo Fortes và José da Silva Pais. Giữa năm 1733 và 1736, dự án này do Manuel da Maia chỉ đạo, người được thay thế bởi Custódio Vieira, người giữ vị trí đầu của dự án cho đến năm 1747.
Custódio Vieira đã hình dung được vị trí trung tâm của đường ống dẫn nước, vòm quanh thung lũng Alcantara, hoàn thành vào năm 1744. Tổng cộng có 35 vòm bắc ngang thung lũng, bao phủ 941 m. Các vòm cao nhất đạt đến độ cao 65 m, và nhiều chỗ nhọn, gợi nhớ lại các vòm theo phong cách kiến trúc Gothic. Nó được coi là một kiệt tác của kỹ thuật trong thời kỳ Baroque.
Năm 1748, mặc dù dự án vẫn chưa hoàn thành, cuối cùng ống dẫn nước bắt đầu đưa nước đến thành phố Lisbon, một thực tế được tổ chức trong một vòm kỷ niệm được xây dựng trong khu phố Amoreiras. Từ thời kỳ này, xây dựng đã được giám sát bởi các kiến trúc sư khác, bao gồm Carlos Mardel của Hungary và những người khác. Trong thời trị vì của José I và Maria I, mạng lưới kênh rạch và đài phun nước đã được mở rộng rất nhiều.
Vào ngày 1 tháng 11 năm 1755, xảy ra trận động đất Lisboa 1755 nhưng ống dẫn nước mới đã được quản lý vẫn còn nguyên vẹn.
Có thể đến thăm và vượt qua qua Museu da água (bảo tàng nước).